# Pałac w Wilanowie
Pałac w Wilanowie är ett slott i Warszawa i Polen. 
Det uppfördes mellan 1677 och 1696 för kung Johan III Sobieski. Det användes av Elżbieta Sieniawska (1720–1729), kung August den starke (1730–1733) och Izabela Lubomirska. Det skadades under andra världskriget, men förstördes inte. 

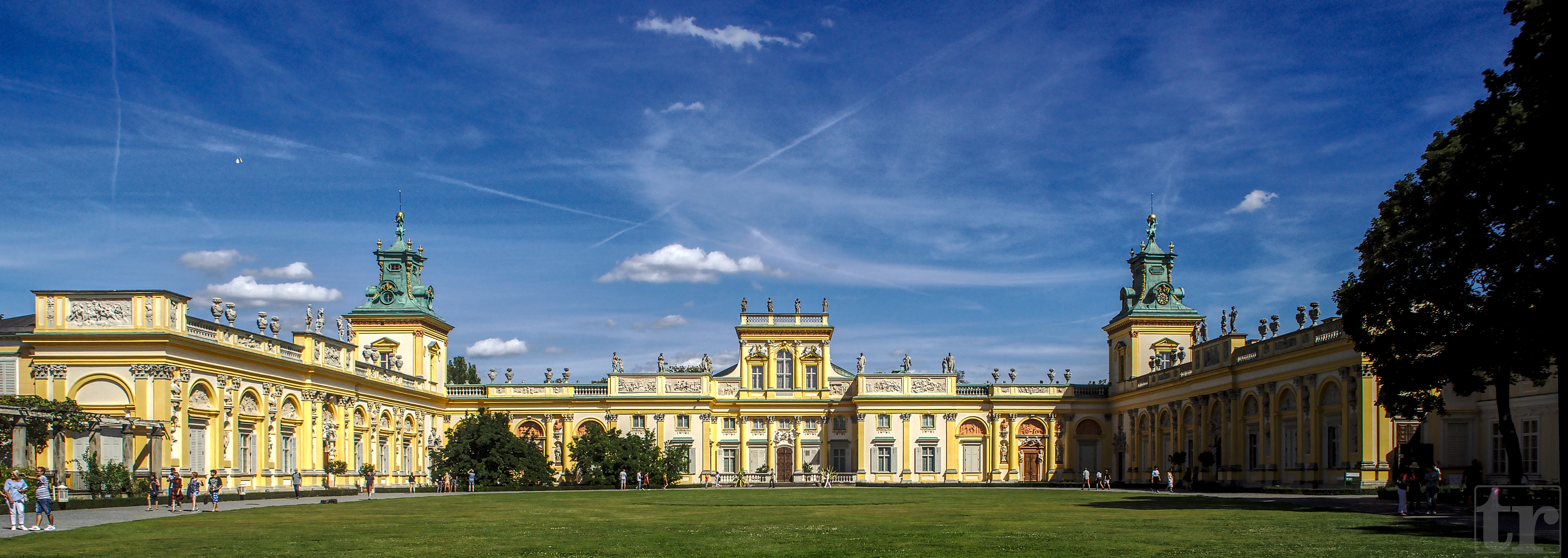